# Alan North
Alan North, né le 23 décembre 1920 à New York (États-Unis) et mort le 19 janvier 2000 à Port Jefferson, État de New York (États-Unis), est un acteur américain.

## Filmographie

### Cinéma
- 1966 : Unholy Matrimony : M. M.
- 1971 : Plaza Suite : M. Eisler
- 1972 : Bordellet : Julius
- 1973 : Serpico : Brown
- 1979 : Justice pour tous : Député Sheriff
- 1980 : La Formule : Nolan
- 1984 : Voleur de désirs : Sweeney
- 1986 : Highlander : Lieutenant Frank Moran
- 1986 : Billy Galvin : George
- 1987 : Le Quatrième Protocole : Govershin
- 1987 : Rachel River : Beske
- 1989 : L'Incroyable Défi : le maire Don Bottman
- 1989 : Pas nous, pas nous : Braddock
- 1989 : Penn and Teller Get Killed : le vieux flic
- 1989 : Glory : Gouverneur John Albion Andrew
- 1990 : Les Fous de la pub : le juge
- 1993 : Twenty Bucks : Bruce Adams
- 1995 : Jerky Boys, le film (The Jerky Boys: The Movie) de James Melkonian (en) : Micky Crump
- 1995 : Café Society : Frank Hogan
- 1996 : Au revoir à jamais : Earl
- 1996 : Les Complices de Central Park (I'm Not Rappaport) de Herb Gardner : le client de l'épicerie
- 1999 : Abilene : Jarvisn Brown
- 1999 : I'll Take You There : Max

### Télévision
- 1950 : Inside Detective (en) : Officier North (1 épisode)
- 1977 : Ombres sur le stade : Détective Forscher
- 1981-1982 : Love, Sidney : Juge Mort Harris (18 épisodes)
- 1982 : Police Squad : Capitaine Ed Hocken (6 épisodes)
- 1982 : Texas : le chef des pompiers (1 épisode)
- 1982 : Matthew Star : M. Kraft (1 épisode)
- 1982-1984 : Capitaine Furillo : Krebs et Barto (2 épisodes)
- 1983 : La Force du destin : M. Porter (1 épisode)
- 1983 : ABC Afterschool Special : Otto Rhinehart (1 épisode)
- 1985 : Cosby Show : le juge (1 épisode)
- 1985 : ABC Weekend Specials : Skeezer (1 épisode)
- 1985 : Aline et Cathy : M. Sloan (4 épisodes)
- 1986 : Acts of Vengeance : Albert Pass
- 1986 : La Hotte magique : Capitaine Whittaker
- 1986 : Tough Cookies : Père McCaskey (6 épisodes)
- 1987 : Another World : Capitaine Delaney (1 épisode)
- 1988 : Clinton and Nadine : Détective Rayburn
- 1989 : Haine et Passion : Jack Bauer (1 épisode)
- 1991-1999 : New York, police judiciaire : Terry Barrick, Jimmy Scanlon et Reilly (3 épisodes)
- 1993 : Family Album : Dr Sid Lerner (6 épisodes)